# Église Sainte-Thérèse-d'Ávila de Budapest
L'église paroissiale Sainte-Thérèse-d'Ávila (en hongrois : Avilai Nagy Szent Teréz Plébániatemplom) est une église catholique romaine de Budapest située dans le 6e arrondissement.